# 感誉存貞
感誉存貞（かんよぞんてい、感譽存貞、1522年（大永2年）3月 - 1574年6月7日（天正2年5月18日））は、戦国時代の浄土宗の僧。増上寺の第10代法主となり檀林の掟制三十三条を定めた他、大長寺など、各地に浄土宗の寺院を建立した。

## 略歴
感誉存貞は後北条氏家臣である山門氏の次男として小田原に産まれた。北条氏重臣の大道寺政繁の甥である。小田原の伝長寺で出家した後、弘経寺で修行する。まだ、増上寺8世の杲誉天啓に学んだとも言う。修行後は小田原に戻り伝肇寺の住職となった。
感誉存貞は北条一族の信仰を集め、1548年（天文17年）には北条氏繁が母大超院の菩提のためとして北条綱成の開基により、東郡岩瀬村（現在の鎌倉市岩瀬に大長寺を建立し、存貞を開山として招いた。翌1549年（天文18年）には大道寺政繁の母の蓮馨尼の開基により、川越に蓮馨寺を建立するなど多数の寺を開いた。
1563年（永禄6年）、増上寺に移り法主となる。増上寺では檀林の整備を行った。
1566年（永禄9年）、増上寺の法主を大長寺2代住職雲誉円也に譲り、地方を放浪した。1574年（天正2年）に大長寺へ戻り、同年5月18日に死去。
増上寺の歴史においては、当初は千葉氏や江戸氏、太田氏、吉良氏の庇護を受け、その影響で伊勢氏（北条氏）とは敵対的な態度を取ることもあったが、感誉存貞によって北条氏の結びつきを強め、同時に関東の浄土宗と北条氏の橋渡し的な役目を務めたと考えられている。

## 感誉存貞開山と伝わる寺院
- 大長寺（現鎌倉市岩瀬） 開基：北条綱成 創建：1548年（天文17年）
- 蓮馨寺（現川越市連雀町） 開基：蓮馨（大道寺政繁の母）　創建：1549年（天文18年）
- 馬蹄寺 (現上尾市） 開基：不明　創建：天文年間
- 見立寺（現川越市） 開基：大道寺政繁　創建：1558年（永禄元年）
- 安養寺（現長野市青木島町）開基：武田信玄　創建：1567年（永禄10年）
- 大蓮寺（現川越市元町） 開基：蓮馨（大道寺政繁の母）　創建：1567年（永禄10年）
- 小林寺（現上尾市小敷谷） 開基、創建年代不明
- 清戸長命寺（詳細不明）